# المنطقة القطبية الشمالية
المنطقة القطبية الشمالية (بالإنجليزية: Arctic)‏ هي المنطقة المحيطة بأرض القطب الشمالي، ويقابلها من الجهة الأخرى للأرض، المنطقة القطبية الجنوبية حول القطب الجنوبي. ويشمل المحيط المتجمد الشمالي (الذي يعتلي القطب الشمالي) وأجزاء من كندا وجرينلاند (إقليم دانمركي)، وروسيا، والولايات المتحدة الأمريكية (ألاسكا)، وآيسلندا والنرويج والسويد وفنلندا.

## التسميات

الخط الأحمر يشير إلى 10 درجات مئوية، تستخدم أحيانا لتحديد الحدود في منطقة المنطقة القطبية الشمالية

الاسم اللاتيني المعتمد لهذه المنطقة هو كلمة أركتيك التي تأتي من الكلمة اليونانية (arktos - άρκτος)، وهي تعني الدب. ويرجع ذلك إلى موقع كوكبة (مجموعة من نجوم) أورسا الرئيسية، "الدب الأكبر"، فوق منطقة القطب الشمالي.

## التعاون الدولي والسياسات
عقد مؤتمر المحيط المتجمد الشمالي بين 27 مايو و29 مايو 2008 حيث اجتمعت خمسة دول هي كندا، الدنمارك، النرويج، روسيا والولايات المتحدة لمناقشة مواضيع أساسية تتعلق بالمحيط المتجمد الشمالي. جاءت أهمية المؤتمر من خططه التي وضعها في الأنظمة البيئية، الأمن البحري، التنقيب عن المعادن، البحث عن منابع النفط والنقل.

### الحياة النباتية والحيوانية
تتميز الحياة في القطب الشمالي بالتكيف مع مواسم النمو القصيرة بفترات طويلة من ضوء الشمس وظروف الشتاء الباردة المظلم والمغطى بالثلوج.

#### النباتات

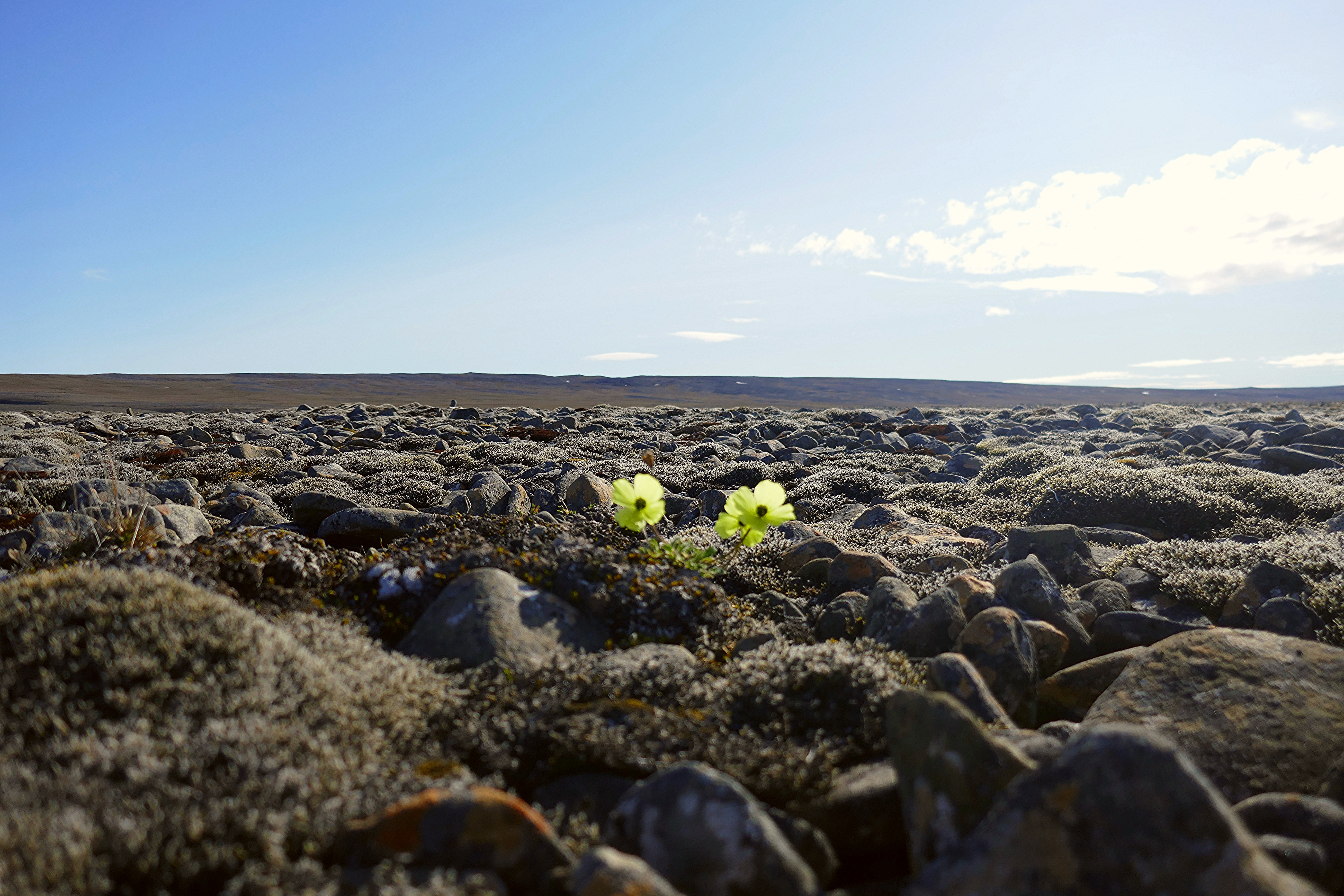
نبات الخشخاش في القطب الشمالي يزدهر داخل حديقة كوشيتيك الوطنية في جزيرة باثورست

يتكون الغطاء النباتي في القطب الشمالي من نباتات مثل الشجيرات القزمية، والغرامينويدات -شبيهات الأعشاب- والأعشاب، والأشنات، والطحالب، التي تنمو جميعها بالقرب من الأرض نسبيًا، وتشكل التندرا. عنب الدب هو مثال على الشجيرة القزمة. عندما يتجه المرء شمالًا، تقل كمية الدفء المتاحة لنمو النبات كثيرًا. في المناطق الشمالية، تكون النباتات في حدودها الأيضية، وتحدث الاختلافات الطفيفة في الكمية الإجمالية لدفء الصيف اختلافات كبيرة في كمية الطاقة المتاحة للحفظ والنمو والتكاثر. تؤدي درجات الحرارة الباردة في الصيف إلى انخفاض في حجم ووفرة وإنتاجية وتنوع النباتات. لا تنمو الأشجار في القطب الشمالي، لكن الشجيرات شائعة في أجزائها الأكثر دفئًا ويصل ارتفاعها إلى مترين، تشكل الطحالب ونبات السّعادي والأشنات طبقات سميكة. في أبرد أجزاء القطب الشمالي تكون أجزاء كبيرة من الأرض جرداء، تسود النباتات غير الوعائية مثل الأشنات والطحالب، إضافةً إلى عدد قليل من الأعشاب والأزهار المتناثرة، مثل الخشخاش في القطب الشمالي.

#### الحيوانات

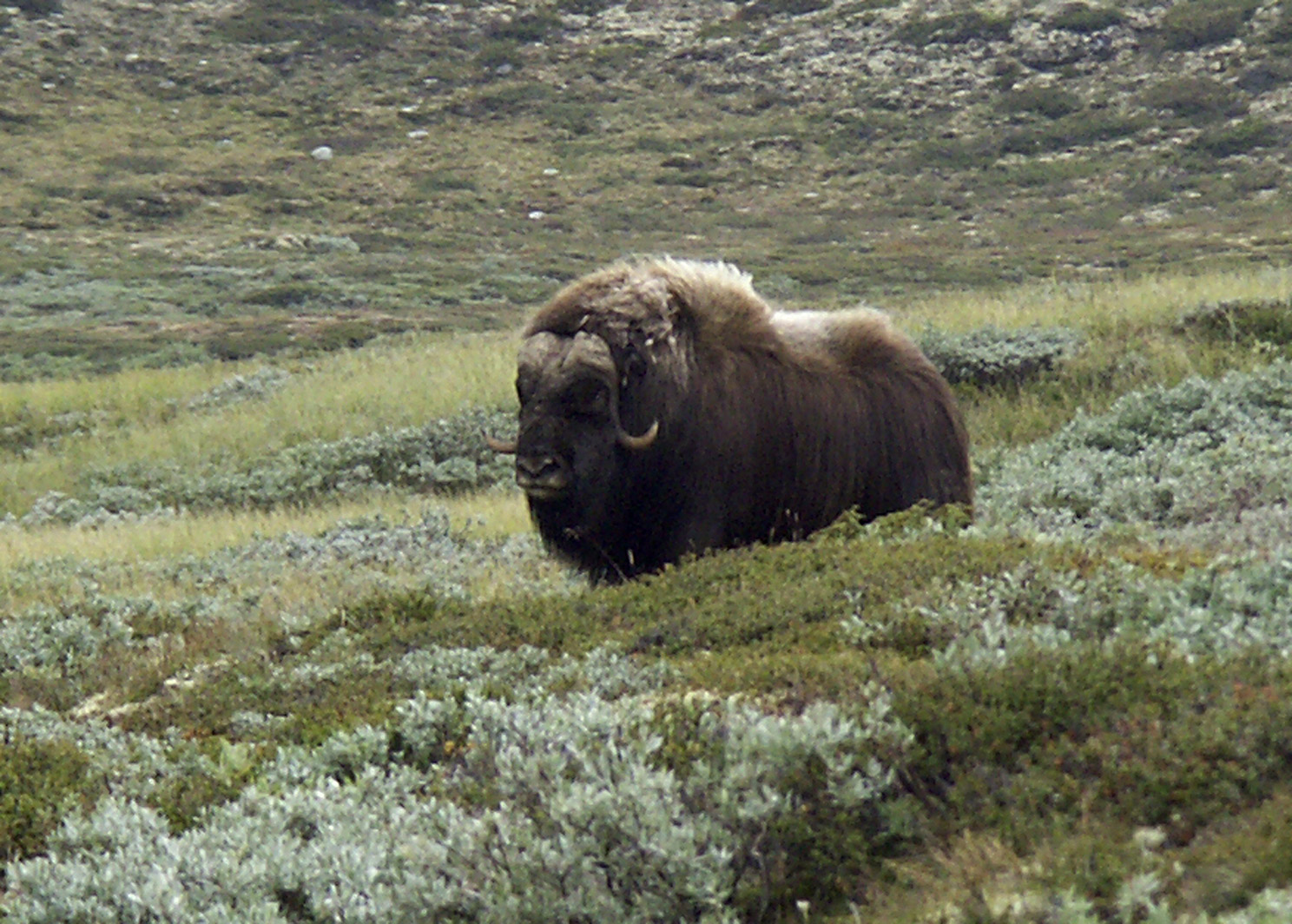
ثور المسك

تشمل الحيوانات العاشبة في التندرا أرانب القطب الشمالي وألاموس وثيران المسك وغزلان الرنة. أما المفترسات فتشمل البومة الثلجية والثعلب القطبي والدب الأشهب والذئب القطبي. الدب القطبي كذلك حيوان مفترس إلا أنه يفضل صيد الكائنات البحرية في الجليد. هناك أيضًا العديد من الطيور والأنواع البحرية المتوطنة في المناطق الباردة. تشمل الحيوانات البرية الأخرى الشره والموظ وخراف دال والقاقُم -نوع من ابن عرس- وسناجب الأرض القطبية الشمالية. تشمل الثدييات البحرية الفقمات والفظ والعديد من أنواع الحيتانيات -حيتان البالين- وكركدن البحر -حريش البحر- والحيتان القاتلة والحيتان البيضاء. يوجد مثال ممتاز ومشهور للنوع الحلقي وقد وُصف حول الدائرة القطبية الشمالية في شكل طيور النورس.

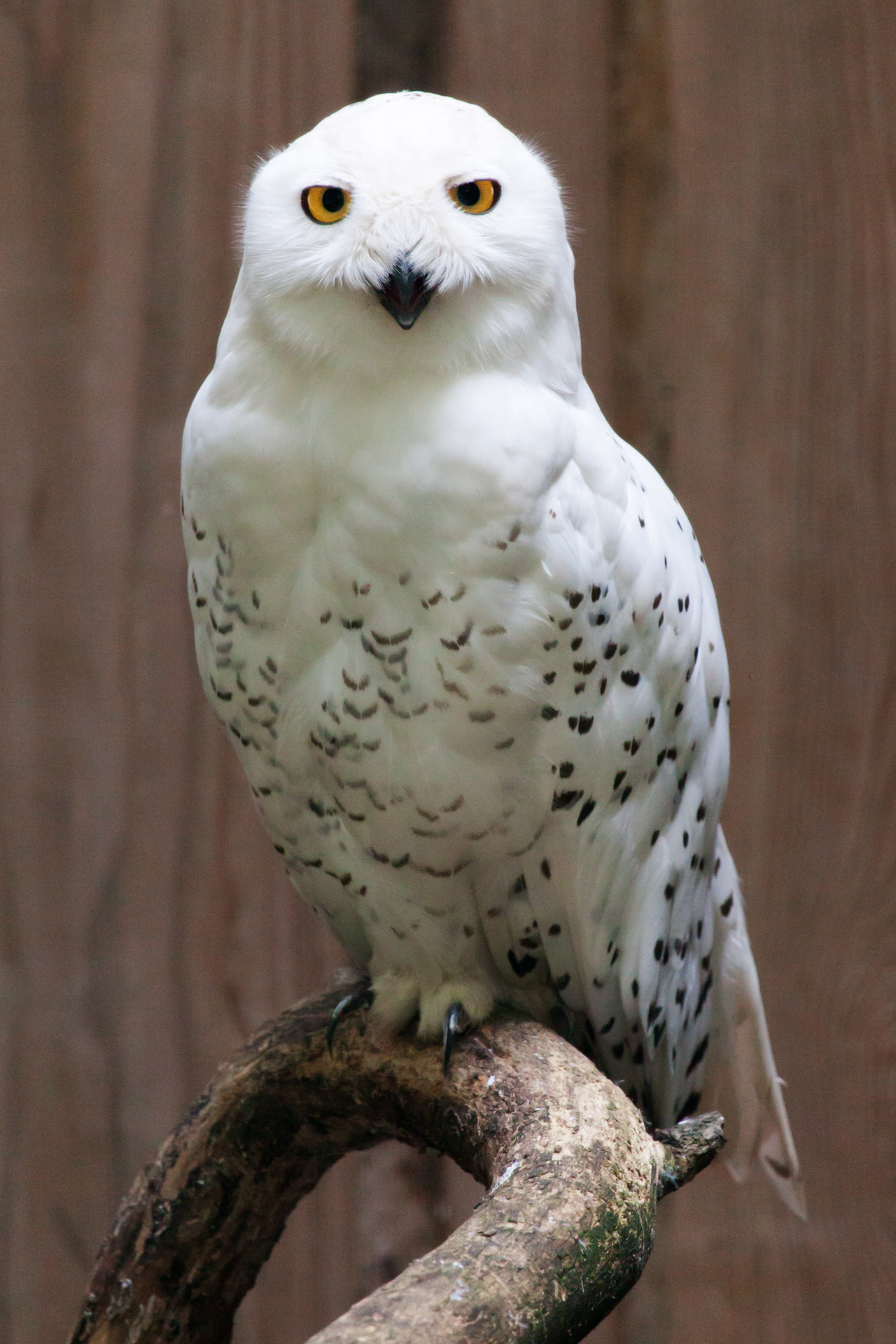
بوم ثلجي

### الموارد الطبيعية
يضم القطب الشمالي موارد طبيعية وفيرة -النفط والغاز والمعادن والمياه العذبة والأسماك، إذا تضمن المنطقة شبه القطبية والغابات- التي أتاحت لها التكنولوجيا الحديثة والانفتاح الاقتصادي لروسيا فرصًا جديدة كبيرة. والاهتمام بصناعة السياحة آخذ في الازدياد.
يحتوي القطب الشمالي على بعض من آخر وأوسع المناطق البرية المستمرة في العالم، وأهميتها كبيرة في الحفاظ على التنوع البيولوجي والأنماط الجينية. يؤدي الوجود المتزايد للبشر إلى تفتت الموائل الحيوية. المنطقة القطبية الشمالية معرضة خصوصًا لتآكل الغطاء الأرضي واضطراب مناطق التكاثر النادرة للحيوانات التي تتميز بها المنطقة. يحتوي القطب الشمالي أيضًا على 1/5 من إمدادات المياه على الأرض.

### علم الحفريات

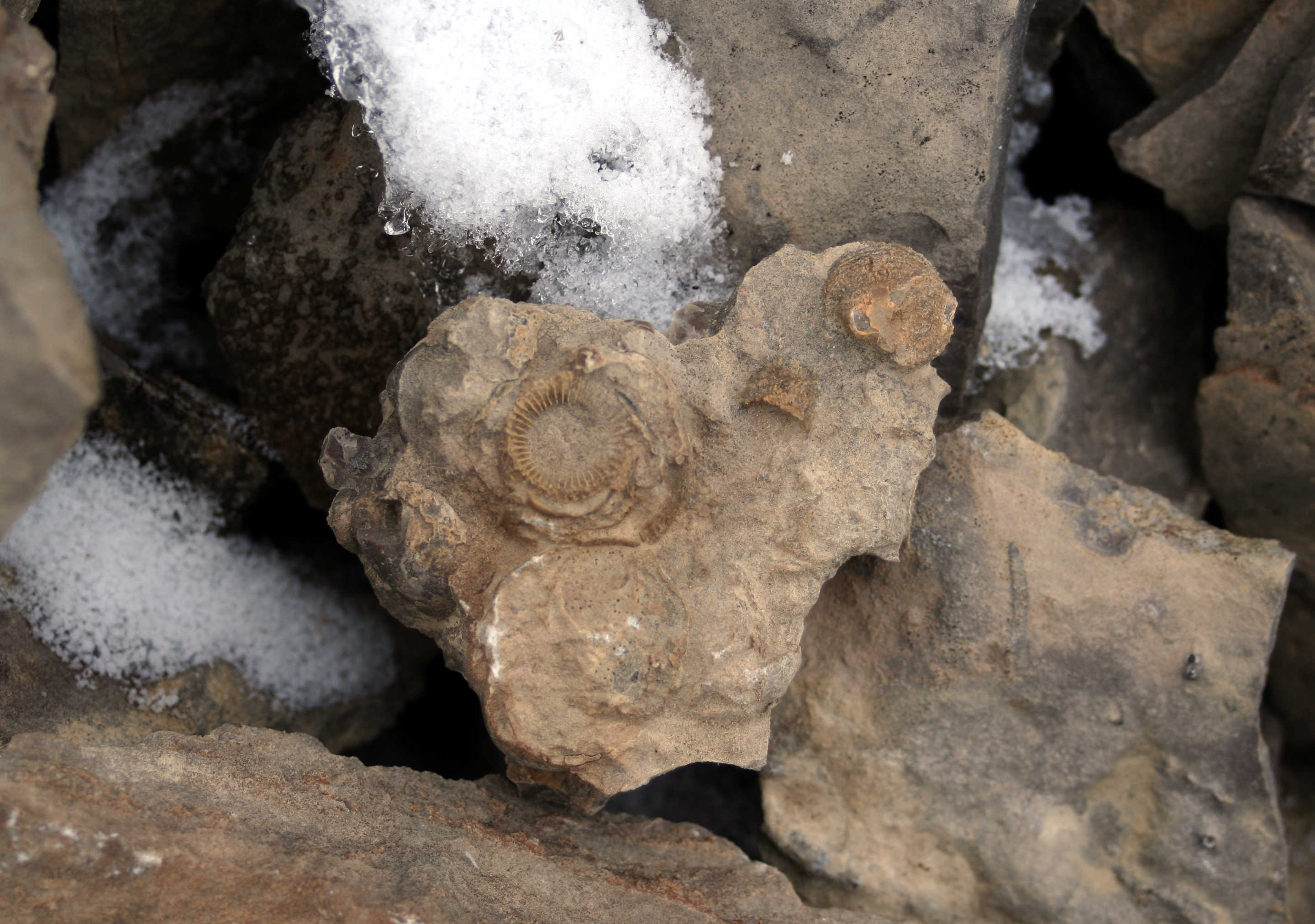
مستحاثاث بحرية في القطب الشمالي الكندي

خلال فترة العصر الطباشيري، كان القطب الشمالي لا يزال يعاني من ثلوج موسمية، رغم الغبار الخفيف فقط، غير الكافي لإعاقة نمو النبات دائمًا. ربما هاجرت حيوانات مثل كازموصور و هيباكروصور وترودون وإدمونتوصور شمالًا للاستفادة من موسم النمو الصيفي، وهاجروا جنوبًا إلى المناخ الأدفأ مع حلول الشتاء. يمكن أيضًا العثور على حالة مماثلة بين الديناصورات التي تعيش في مناطق القطب الجنوبي، مثل موتابورصور في أستراليا.
ومع ذلك، يدعي آخرون أن الديناصورات عاشت على مدار العام عند خطوط عرض عالية جدًا، مثل بالقرب من نهر كولفيل، والذي يقع الآن نحو 70 درجة شمالًا ولكن في ذلك الوقت -قبل 70 مليون سنة- كان نحو 10 درجات شمالًا.

### مياه القطب الشمالي
●     المحيط المتجمد الشمالي
●    خليج بافن
●    بحر بيوفورت
●    بحر بارنتس
●    بحر بيرينغ
●    مضيق بيرينغ
●    بحر تشوكشي
●    مضيق دافيس
●    مضيق الدنمارك
●    بحر سيبيريا الشرقي
●    بحر جرينلاند
●    خليج هدسون
●    بحر كارا
●    بحر لابتيف
●    مضيق ناريس
●     بحر النرويج.